# Amaze Entertainment
Amaze Entertainment — американская компания, специализирующаяся на разработке игр для ПК и игровых консолей. За более чем десятилетнюю историю, компанией и её различными подразделениями было выпущено больше, чем 100 игр. Главный офис располагается в городе Керкленд, штат Вашингтон.
14 ноября 2006 года вошла в состав Foundation 9 Entertainment.

## Дочерние компании
В состав Amaze Entertainment входит несколько дочерних студий:
- Griptonite Games
- The Fizz Factor
- KnowWonder Digital Mediaworks
- Adrenium Games
- Black Ship Games
- Monsoon

## Разработанные игры
Amaze Entertainment известна преимущественно по играм, которые разработаны на основе кинолицензий. Различные студии, входящее в состав «Amaze» занимались играми по брендам:
- Звёздные войны
- Властелин Колец
- Гарри Поттер
- Хроники Нарнии
- Шрек
- Человек-Паук
- 33 несчастья
- Пираты Карибского моря
- Call Of Duty : Roads To Victory и др.

Кроме того, «Amaze» работали над различными игровыми сериями, такими как:
- Spyro the Dragon
- Crash Bandicoot